# Setina flavicans
Setina flavicans é uma espécie de insetos lepidópteros, mais especificamente de traças, pertencente à família Erebidae.
A autoridade científica da espécie é Geyer, tendo sido descrita no ano de 1836.
Trata-se de uma espécie presente no território português.